# Butch Hancock

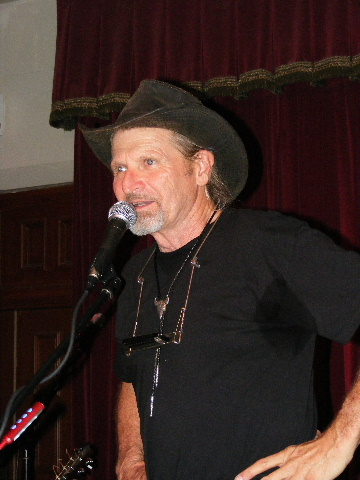
Butch Hancock 2010 in Austin

Butch Hancock (eigentl. George Hancock; * 12. Juli 1945 in Lubbock, Texas) ist ein US-amerikanischer Songwriter und Country-Sänger.

## Karriere
Hancock wuchs in Lubbock, Texas, der Heimatstadt von Buddy Holly, auf. Seine ersten Songs schrieb er am Steuer des Traktors seines Vaters.
1971 gründete Hancock zusammen mit seinen ehemaligen Schulfreunden Joe Ely und Jimmie Dale Gilmore die Folk-Country-Formation Flatlanders, die heute als Wegbereiter der Alternative-Country-Bewegung gilt.
Unter eigenem Namen ist Hancock in erster Linie als Songwriter bekannt. Seine poetischen und humorvollen Kompositionen – darunter She Never Spoke Spanish to Me, If You Were A Bluebird, Boxcars, Tennessee Is Not The State I'm In und West Texas Waltz – wurden vor allem durch die Interpretationen von Joe Ely bekannt. Auf Elys ersten vier Alben befanden sich insgesamt 13 Songs aus der Feder von Hancock. Unter den weiteren Künstlern, die Songs von Butch Hancock coverten, waren Emmylou Harris, Jerry Jeff Walker, Rosie Flores, Linda Ronstadt und die Texas Tornados. Das Austiner Duo Boxcars benannte sich sogar nach dem wohl am häufigsten gecoverten Song Hancocks.
Als Solokünstler blieb Hancock ein Geheimtipp, der sich seine Unabhängigkeit von der Musikindustrie bewahrte. Seine Alben vertrieb er über sein eigenes Plattenlabel Rainlight, wobei er teilweise sogar bewusst auf den Strichcode verzichtete, was bedeutete, dass die großen Plattenläden und Warenhausketten seine CDs schon aus technischen Gründen gar nicht ins Programm hätten nehmen können.
Trotzdem erspielte sich Hancock, dessen nasaler Gesang zeitweise an Bob Dylan erinnert, im Laufe der Zeit eine treue Gefolgschaft, und seine Tourneen führten ihn auch nach Europa und Australien. Ende der 1980er Jahre zeigte das Bluegrass-Label Sugar Hill Records Interesse an Hancock und veröffentlichte zwei Kompilationen aus altem Material. 1994 erschien mit Eats Away The Night – ebenfalls bei Sugar Hill – erstmals ein Hancock-Studioalbum außerhalb des Rainlight-Labels. In Deutschland übernahm das Label Glitterhouse den Vertrieb für die Platte. Seit 2000 arbeitet Hancock auch wieder mit den Flatlanders zusammen.
Zuvor schon hatte Hancock in der Szene für Aufsehen gesorgt: In einer rekordverdächtigen Folge von sechs Konzerten an sechs Abenden hintereinander nahm er mit mehr als zwei Dutzend Musikern 140 eigene Songs auf, die er unter dem Titel No Two Alike auf mehreren Cassetten veröffentlichte. Im Jahre 2010 wiederholte er diese Aktion – mit weiteren 140 Songs unter dem Titel No Two More Alike.
1998 wurde Butch Hancock in den West Texas Walk of Fame in Lubbock aufgenommen.
Außer als Musiker betätigt sich der ehemalige Marathonläufer Hancock als Maler, Zeichner, Fotograf, Architekt, Galerist und Leiter von Rafting-Touren. Butch Hancock lebt in Austin, Texas.

## Diskografie

### Studioalben
- 1978: West Texas Waltzes and Dust-Blown Tractor Tunes (Rainlight)
- 1979: The Wind's Dominion (Rainlight)
- 1980: Diamond Hill (Rainlight)
- 1981: 1981: A Spare Odyssey (Rainlight)
- 1981: Firewater…Seeks Its Own Level (Rainlight)
- 1985: Yella Rose (mit Marce Lacouture) (Rainlight)
- 1986: Split & Slide II (Rainlight)
- 1987: Cause of the Cactus (mit Marce Lacouture) (Rainlight)
- 1990: No Two Alike (14 Kassetten) (Rainlight)
- 1994: Eats Away the Night (Sugar Hill / Glitterhouse)
- 1994: Songs From Chippy – Diary of a West Texas Hooker (mit Joe Ely und anderen) (Hollywood Records)
- 1997: You Coulda Walked Around the World (Rainlight)
- 2006: War and Peace (Two Roads)

### Livealben
- 1990: Two Roads: Live In Australia (Virgin; mit Jimmie Dale Gilmore)

### Kompilationen
- 1989: Own & Own (Sugar Hill)
- 1993: Own the Way Over Here (Sugar Hill)

### Singles
- 1979: Wild Horses Chase The Wind
- 1979: The Wind’s Dominion